# バンドゥーラ奏者

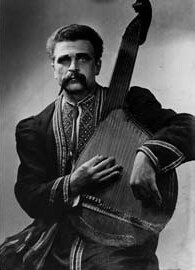
ハルキウのバンドゥーラ奏者

バンドゥーラ奏者（ウクライナ語: бандури́ст）は、ウクライナの民族楽器であるバンドゥーラを演奏する音楽家のことである。バンドゥーラはリュート属に分類される多弦楽器で、複雑な歴史と豊かな演奏伝統を持っている。

## 歴史
バンドゥーラの起源は15世紀にまで遡ることができる。初期のバンドゥーラは弦の数が少なくシンプルな構造であったが、時代とともに大型化し、弦の数が増加し、より複雑な音楽を演奏できるようになった。
16世紀から18世紀にかけて、バンドゥーラはウクライナのコサックの間で人気を博した。コサックはバンドゥーラを演奏し、歌を歌い、自分たちの歴史や英雄を称えた。
19世紀になると、バンドゥーラはウクライナ国民の象徴とされるようになった。多くの作曲家がバンドゥーラのための音楽を作曲し、バンドゥーラの演奏技術が大きく発展した。
20世紀に入ると、バンドゥーラはウクライナ国外でも知られるようになった。今日では世界中の多くの国でバンドゥーラの演奏が行われている。

## 演奏スタイル
バンドゥーラの演奏スタイルは時代や地域によって異なる。伝統的な演奏スタイルでは、バンドゥーラは叙事詩や民謡の伴奏楽器として使用されていた。現代のバンドゥーラ奏者は、クラシック音楽、ジャズ、フォークミュージックなど、幅広いジャンルの音楽を演奏している。

## バンドゥーラ奏者の種類
バンドゥーラ奏者は、演奏するバンドゥーラの種類によって次のように分類されることがある。
- コブザール - 伝統的なバンドゥーラであるコブザを演奏する音楽家。
- バンドゥリスト - 現代的なバンドゥーラを演奏する音楽家。

## バンドゥーラ奏者の養成
ウクライナには、バンドゥーラ奏者を養成する音楽学校が複数存在する。最も有名な学校のひとつに、キーウ国立音楽院がある。

## 著名なバンドゥーラ奏者
- フナート・ホトケーヴィチ
- レオニード・ハイダマカ
- オレクサンドル・スラデンコ
- ユリアナ・ゲンティウク
- ナターシャ・グジー
- カテリーナ・グジー

バンドゥーラ奏者団体であるカテリーナ・ミュージックの代表。チェルノブイリ原子力発電所事故で被災した子供たちによる音楽団「チェルボナカリーナ」に6歳で入団した後、海外公演に多数参加した。コンサートで来日したことがきっかけとなり、19歳のときに音楽活動の拠点を東京に移した。